# Hubert Mayr
Hubert Mayr alias Jean Georgeau alias Sepp Innerkofler (28. November 1913 in Innsbruck – 1945) war ein österreichischer Sozialist und Widerstandskämpfer gegen den Nationalsozialismus und Faschismus. Für seine Verdienste um die Befreiung Österreichs von der nationalsozialistischen Gewaltherrschaft wurde er im Februar 2011 postum geehrt.

## Leben

### Jugend und Ausbildung
Hubert Mayr wurde als Sohn des Landesoberforstwartes Karl Mayr und der Hausfrau Maria Mayr, geb. Rantner, geboren. Schon 14 Monate nach der Geburt verstarb seine junge Mutter im Wochenbett. Er wuchs daraufhin bei verschiedenen Schwestern seiner Mutter und seines Vaters auf. Die Volksschule absolvierte Hubert Mayr in Baumkirchen, um anschließend auf das Josefinum in Volders zu wechseln, wo seine schulischen Leistungen jedoch eher mäßig waren. Sein strenger und tiefgläubiger Vater entschloss sich deshalb, ihn in ein von Geistlichen geführtes Internat am Bischöflichen Gymnasium Paulinum in Schwaz zu geben. Da die Lehrer dem Schüler mangelnde Disziplin vorwarfen, nahm Karl Mayr den Jungen im Alter von 13 Jahren wieder von der Schule und meldete ihn in einer Lehrgärtnerei an, die dem Benediktinerkloster in Zirl angeschlossen war. Einer der dortigen Ausbilder konnte Karl Mayr davon überzeugen, dass es für seinen Sohn vorteilhaft wäre, die begonnene Ausbildung in Deutschland fortzusetzen. Zusammen mit diesem Mann namens Bernthaler reiste Hubert Mayr 1928 ins Rheinland nach Andernach, wo er eine Lehrstelle in einem Gartenbau-Betrieb fand. Bernthaler versuchte sich dem Jungen sexuell anzunähern, was dieser jedoch nicht zuließ. Der spätere Biograph Hubert Mayrs unterstrich, dass sich der Jugendliche „gegen die Übergriffe seines Vormundes zur Wehr“ setzte und sich „nicht zum Opfer machen“ ließ, also ein Verhalten an den Tag legte, das ihn auch später kennzeichnen sollte.
In Andernach stand Hubert Mayr nach kurzer Zeit in Kontakt zur örtlichen Sektion der sozialistischen Kinderfreunde und zu Vertretern der Gewerkschaft. Auch erklärte er in der Polizeidienststelle seinen Austritt aus der katholischen Kirche. Er geriet daraufhin in Konflikt mit der Leitung der katholischen Heimschule, in der er wohnte und nächtigte zeitweise in einer Druckerei der Sozialdemokraten in Koblenz. Auf Veranlassung seines entrüsteten Vaters kehrte Hubert Mayr Anfang 1931 nach Tirol zurück.

### Im Untergrund
Aufgrund dieser Vorfälle verschlechterte sich Hubert Mayrs Verhältnis zu seinem Vater zusehends. Der inzwischen fast 18-Jährige zog es vor, wieder bei Verwandten und nicht bei seinem Vater und seiner Stiefmutter zu wohnen. Er reduzierte die Kontakte auf das Nötigste und lehnte teilweise Besuche seines Vaters ab. Verstärkt wurden diese Divergenzen dadurch, dass Hubert Mayr gemäß seinen neuen politischen Überzeugungen der Sozialdemokratischen Arbeiterpartei (SDAP) beitrat und auch in deren paramilitärischer Abteilung, dem 1923/24 gegründeten Republikanischen Schutzbund, aktiv wurde. Nach dem Verbot der Sozialdemokraten im Jahr 1934 betätigte Mayr sich im Untergrund und geriet im Mai 1936 kurzfristig in Haft. Aus dem Gefängnis entlassen, fand er trotz einer abgeschlossenen Ausbildung zum Waldaufseher keine Arbeit.

### Spanien, Nordafrika, Italien
Mayr verließ Österreich und ging nach Spanien, wo er sich als überzeugter Gegner des Faschismus 1937 den Internationalen Brigaden anschloss und im Spanischen Bürgerkrieg gegen die Putschisten unter General Francisco Franco kämpfte. Mayr wurde verwundet und erkrankte an Tuberkulose. Vor dem Sieg der Franco-Truppen im April 1939 konnte er sich mit einem österreichisch-deutschen Kontingent nach Südfrankreich absetzen, wo er vorübergehend interniert wurde. Wieder in Freiheit, unterstützte er nach dem Überfall der deutschen Wehrmacht die Verteidigungsanstrengungen Frankreichs, indem er in einer Arbeitskompanie tätig wurde.
Nach der Kapitulation der französischen Armee floh Mayr nach Algerien, wo er in einer Plantage als Gärtner arbeitete. Auf Druck der Deutschen fahndete das Vichy-Regime nach ihm, ohne seiner habhaft zu werden. Nachdem die Alliierten 1942 in Nordafrika gelandet waren, stellte sich Mayr den Briten im Kampf gegen die Achsenmächte zur Verfügung und wurde dort der Special Operations Executive (SOE) zugeteilt. Bei einer Sabotageaktion gegen die Wehrmacht im tunesischen Hammamet wurde seine Gruppe entdeckt, und er geriet erneut in Gefangenschaft.
Mayr wurde in ein Lager im südlichen Italien überführt, wo ihm nach der Landung amerikanischer und britischer Truppen im September 1943 die Flucht gelang. Er schlug sich zu den Alliierten durch und engagierte sich fortan in der Austrian Section der SOE. Von Stützpunkten in Norditalien aus, wo Partisanen größere Gebiete unter ihre Kontrolle gebracht hatten, sollte er unter den Decknamen Jean Georgeau und Sepp Innerkofler mit einem eigenen Kommando in seine Heimat Tirol vordringen und dort den Widerstand organisieren. In Außervillgraten in Osttirol baute er eine Widerstandsgruppe auf, die jedoch durch Verrat ausgehoben wurde, so dass sich Mayr in den Bergen verstecken musste. Mehrere Mitglieder seines Kommandos wurden verhaftet oder erschossen. Von Mayr verloren sich alle Spuren; seit der Jahreswende 1944/45 gilt er als verschollen. 1945 erklärte die SOE ihn für tot.
Jüngeren Recherchen des Historikers Peter Pirker und des Journalisten Ivo Jevnikar zufolge gelang Hubert Mayer im Oktober 1944 zwar die Flucht vor der Gestapo aus Kärnten zu den slowenischen Partisanen. Anfang November 1944 wurde er allerdings nicht wie gewünscht den britischen Verbindungsoffizieren in Slowenien übergeben, sondern von der Geheimpolizei OZNA festgenommen und in Gorenja Trebuša verhört. Dies geht aus einem Verhörprotokoll der OZNA hervor. Danach verlieren sich seine Spuren. Obwohl es dafür keine gesicherten Belege gibt, ist es wahrscheinlich, dass Hubert Mayr als „britischer Spion“ von der OZNA exekutiert worden ist. Dasselbe dürfte mit Hubert Mayrs Begleiter, dem Wehrmachtsflüchtling Rudolf Moser aus Dellach im Gailtal, geschehen sein.
Hubert Mayrs Vater war bereits 1940 in das Konzentrationslager Sachsenhausen verschleppt und dort ermordet worden. Er hatte sich aus religiösen Gründen öffentlich geweigert, seine Kinder in die Hitlerjugend zu schicken.
Hubert Mayr war mit der Spanierin Lola Sánchez verheiratet, die er als Spanienkämpfer kennengelernt hatte.

## Aufarbeitung und Auszeichnung
Auf dem Wiener Zentralfriedhof wurde 1988 ein Denkmal für die österreichischen Spanienkämpfer errichtet, das von Leopold Grausam, jun. gestaltet wurde. 1995 wurde das Denkmal um zwei Zusatztafeln ergänzt, die ebenfalls von Grausam jun. geschaffen wurden. Die beiden Zusatztafeln, die mit „Für Spaniens und Österreichs Freiheit 1936–1939“ überschrieben sind, enthalten die Namen von 264 österreichischen Spanienkämpfern; dabei wird auch Hubert Mayr namentlich genannt.
Mayrs Leben und Schicksal blieben jahrzehntelang einer größeren Öffentlichkeit verborgen. Im Jahr 2004 publizierte der Journalist und Politikwissenschafter Peter Pirker basierend auf britischen und privaten Quellen erstmals die Widerstandstätigkeit Hubert Mayrs im Rahmen des britischen Kriegsgeheimdienstes SOE in der Zeitschrift zeitgeschichte und in der Tageszeitung Die Presse. Im Jahr 2005 publizierte der Nachwuchshistoriker Peter Wallgram eine Biografie von Mayr, die er im Rahmen seiner zeitgeschichtlichen Diplomarbeit an der Universität Innsbruck erarbeitet hatte, wofür er Hans Landauers Archiv der österreichischen Spanienkämpfer im Dokumentationsarchiv des österreichischen Widerstandes und weitere Sammlungen aufsuchte sowie Dokumente aus Familienbesitz auswertete. Wallgram schloss seine von Professor Klaus Eisterer betreute Diplomarbeit im Jahr 2004 ab und veröffentlichte diese 2005 im Innsbrucker StudienVerlag.
Am 11. Februar 2011 wurde Hubert Mayr postum das Ehrenzeichen für Verdienste um die Befreiung Österreichs verliehen. Ein jüngerer Stiefbruder Mayrs, Hans Mayr (geb. 1926), nahm die Auszeichnung entgegen. Laudator war Peter Wallgram. Im Jahr 2012 errichtete der Verein aegide in Greifenburg (Kärnten) ein Denkmal für die Widerstandskämpfer und Verfolgten im Oberen Drautal, auf dem auch an Hubert Mayr erinnert wird. Bei der Eröffnung des Denkmales trug die Schriftstellerin Lydia Mischkulnig ihren Text „Esperanza, Schiff der Alpen. Ein Lied für Hubert Mayr als Auftakt zum Denkmal“ vor. Nach britischen Quellen war Hubert Mayr Anfang Jänner 1945 in Dellach im Drautal das letzte Mal gesehen worden. An Hubert Mayr wird auch auf dem Befreiungsdenkmal in Innsbruck namentlich erinnert.